# Comarque de Gijón
La comarque de Gijón est l'une des huit comarques fonctionnelles ou aires de planification territoriale qui devraient voir le jour après l'accès au statut d'autonomie des Asturies. Elle comprend trois consejos (communes) : Villaviciosa, Gijón et Carreño.